# The Sound of Perseverance
The Sound of Perseverance (ve volném českém překladu Zvuk vytrvalosti) je sedmé a poslední studiové album americké deathmetalové kapely Death vydané roku 1998 společností Nuclear Blast. Hudební vydavatelství Nuclear Blast poté album opět vydalo v roce 2001 a 2005 (verze z roku 2005 obsahovala i bonusový disk – DVD Live in Cottbus).
Vydavatelství Relapse Records vydalo album v roce 2011 jako digipak se dvěma bonusovými CD obsahujícími raritní demo materiál.

## Seznam skladeb
1. Scavenger of Human Sorrow – 6:54
2. Bite the Pain – 4:29
3. Spirit Crusher – 6:44
4. Story to Tell – 6:34
5. Flesh and the Power it Holds – 8:25
6. Voice of the Soul – 3:42
7. To Forgive is to Suffer – 5:55
8. A Moment of Clarity – 7:22
9. Painkiller (Judas Priest cover) – 6:03

Remasterovaná verze z roku 2011 – digipak Relapse Records (bonusové CD 1)
1. Spirit Crusher – 1998 Demos (06:55)
2. Flesh and the Power It Holds – 1998 Demos (08:21)
3. Voice of the Soul – 1998 Demos (03:30)
4. Bite the Pain – 1998 Demos (04:27)
5. A Moment of Clarity – 1998 Demos (06:37)
6. Story to Tell – 1998 Demos (06:39)
7. Scavenger of Human Sorrow – 1998 Demos (06:48)
8. Bite the Pain – 1997 Demos (04:31)
9. Story to Tell – 1997 Demos (06:36)
10. A Moment of Clarity – 1997 Demos (06:34)
Remasterovaná verze z roku 2011 – digipak Relapse Records (bonusové CD 2)
1. Bite the Pain – 1996 Demos (04:19)
2. Story to Tell – 1996 Demos (06:19)
3. A Moment of Clarity – 1996 Demo (06:16)
4. Bite the Pain – 1996 Demos (04:20)
5. A Moment of Clarity – 1996 Demos (06:16)
6. A Moment of Clarity – 1996 Demos (06:16)
7. Story to Tell – 1996 Demos (06:23)
8. Bite the Pain – 1996 Demos (04:13)
9. A Moment of Clarity – 1996 Demos (Instrumentalní) (05:32)
10. Bite the Pain – 1996 Demos (Instrumentalní) (04:14)
11. Story to Tell – 1996 Demos (Instrumentalní) (06:13)
12. Voice of the Soul – 1996 Demos (Instrumentalní) (03:28)
13. A Moment of Clarity – 1996 Demos (Instrumentalní) (06:12)

## Sestava
- Chuck Schuldiner – kytara, vokály, texty
- Richard Christy – bicí
- Scott Clendenin – baskytara
- Shannon Hamm – kytara